# لا سرادا
لا سرادا دهستانی در استان آبیلای اسپانیا است.
در این دهستان ۱۴۳ نفر زندگی می‌کنند. مساحت این دهستان ۷٫۲۹ کیلومتر مربع است. بر اساس سرشماری سال ۲۰۰۶ مؤسسه ملی آمار اسپانیا، این منطقه دارای ۱۳۱ نفر جمعیت است.